# Liste des phares de Taïwan

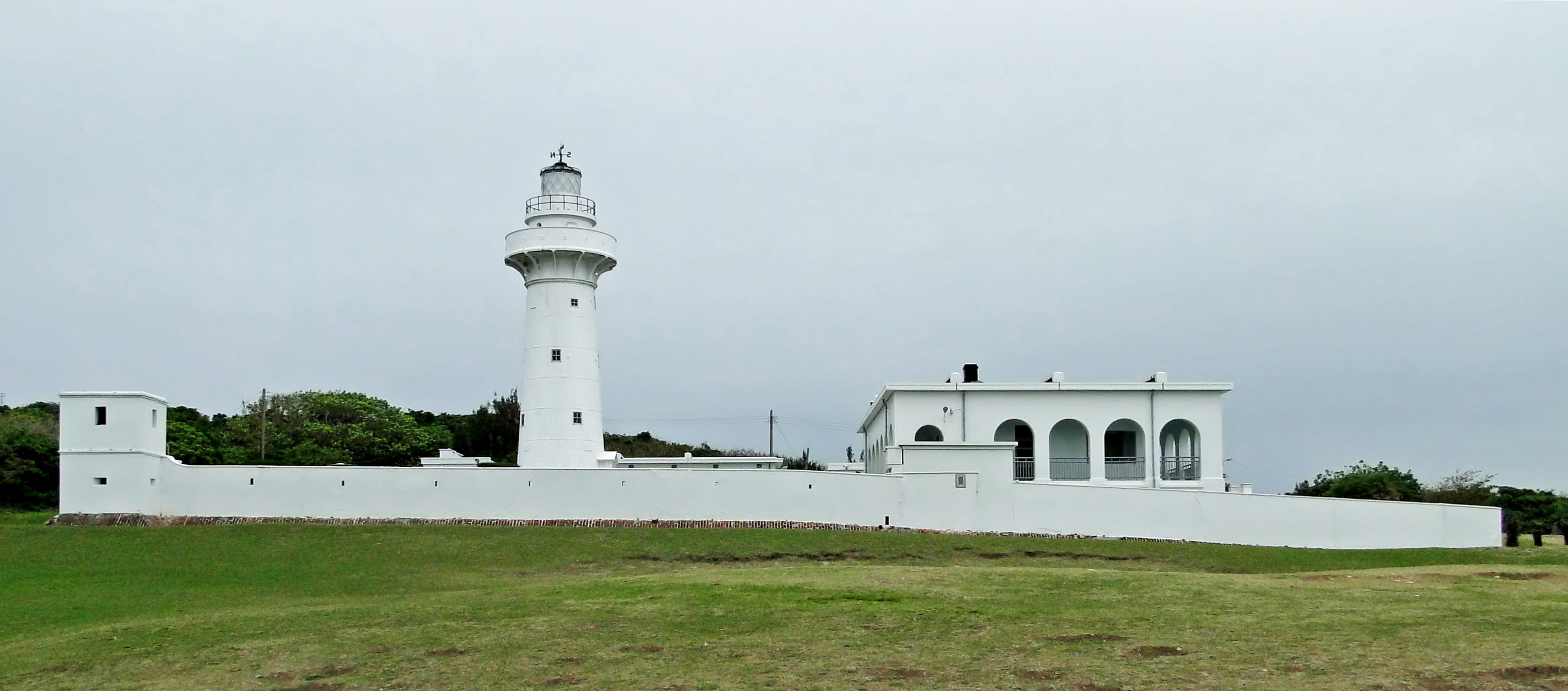
Phare d'Eluanbi.

Une liste des phares et bateaux-phares de Taiwan.

## Nord de Taïwan

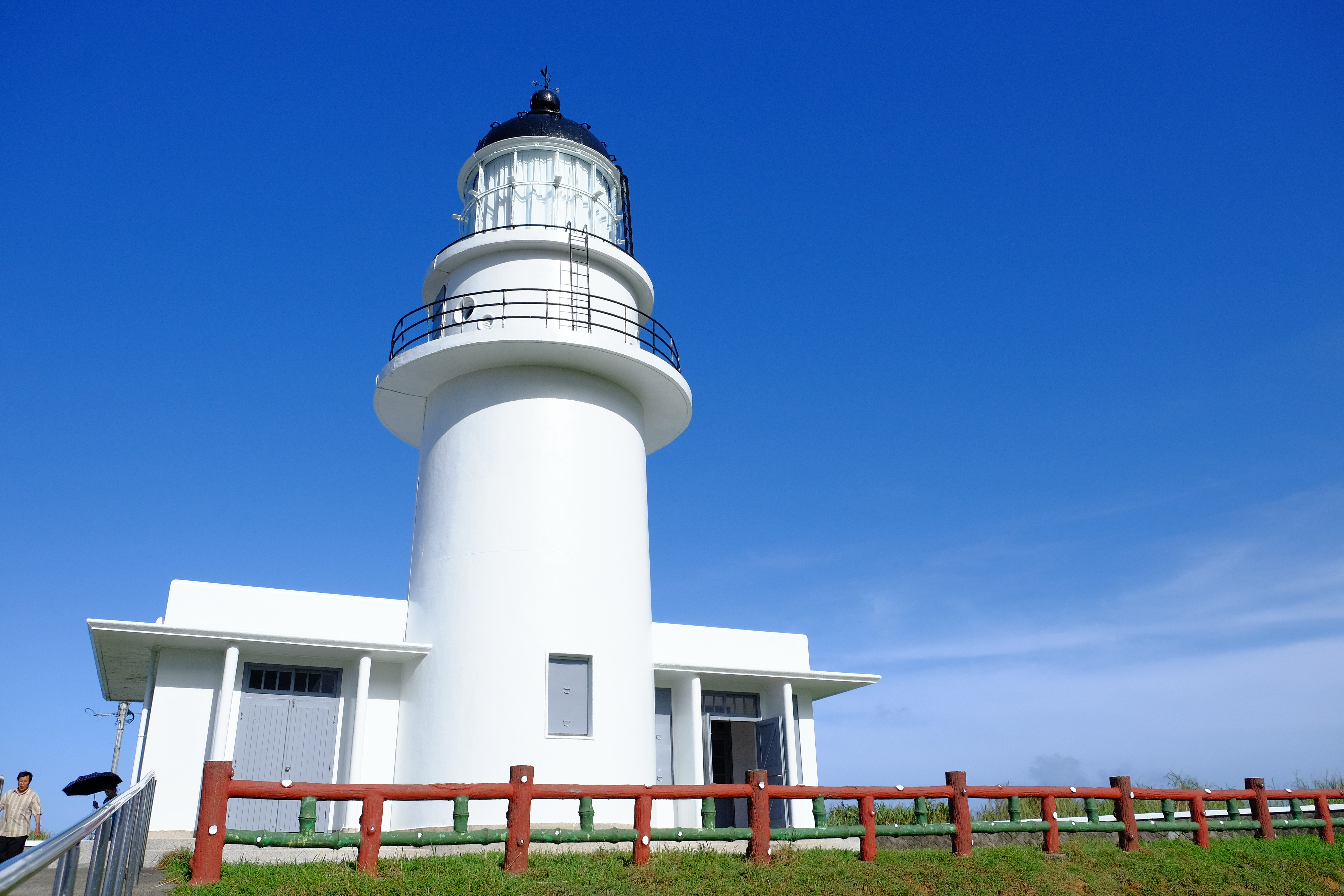
Phare du Cap San Diego.

- Phare de Pengjia (chinois: 彭佳嶼燈塔) (îlot Pengjia, Keelung) 25° 38′ N, 122° 04′ E
- Phare de l'île Keelung (chinois: 基隆嶼燈塔) (îlot Keelung, Keelung) 25° 12′ N, 121° 47′ E
- Phare de Keelung (chinois: 基隆燈塔) (Port de Keelung, Keelung) 25° 09,5′ N, 121° 44,4′ E
- Phare de Ciouzishan (chinois: 球子山燈塔) (Port de Keelung, Keelung)25° 08′ N, 121° 44′ E
- Phare du port de Tamsui (chinois: 淡水港燈塔) (Tamsui, Nouveau Taipei) 25° 11′ N, 121° 25′ E
- Phare de Yeliou (chinois: 野柳燈塔) (District de Wanli, Nouveau Taipei) 25° 13′ N, 121° 41′ E
- Phare du cap Fugui (chinois: 富貴角燈塔) (Shimen, Nouveau Taipei) 25° 17′ 53,2″ N, 121° 32′ 11,83″ E
- Phare du cap Bitou (chinois: 鼻頭角燈塔) (Ruifang, Nouveau Taipei) 25° 08′ N, 121° 55′ E
- Phare du cap Santiago (chinois: 三貂角燈塔) (District de Gongliao, Nouveau Taipei) 25° 01′ N, 122° 00′ E
- Phare de Baishajia (chinois: 白沙岬燈塔) (District de Guanyin, Taoyuan) 25° 03′ N, 121° 04′ E ' 25° 03′ N, 121° 04′ E

## Centre de Taïwan
- Phare de Gaomei (chinois: 高美燈塔) (District de Qingshui, Taichung)
- Phare du port de Taichung (chinois: 台中港燈塔) (District de Wuqi, Taichung) 25° 19′ N, 120° 31′ E
- Phare de Fangyuan (chinois: 芳苑燈塔) (Municipalité de Fangyuan, Comté de Changhua) 23° 58′ N, 120° 19′ E
- Phare de Wengangduei (chinois: 塭港堆燈塔) (Municipalité de Kouhu, Comté de Yunlin)

## Sud de Taïwan

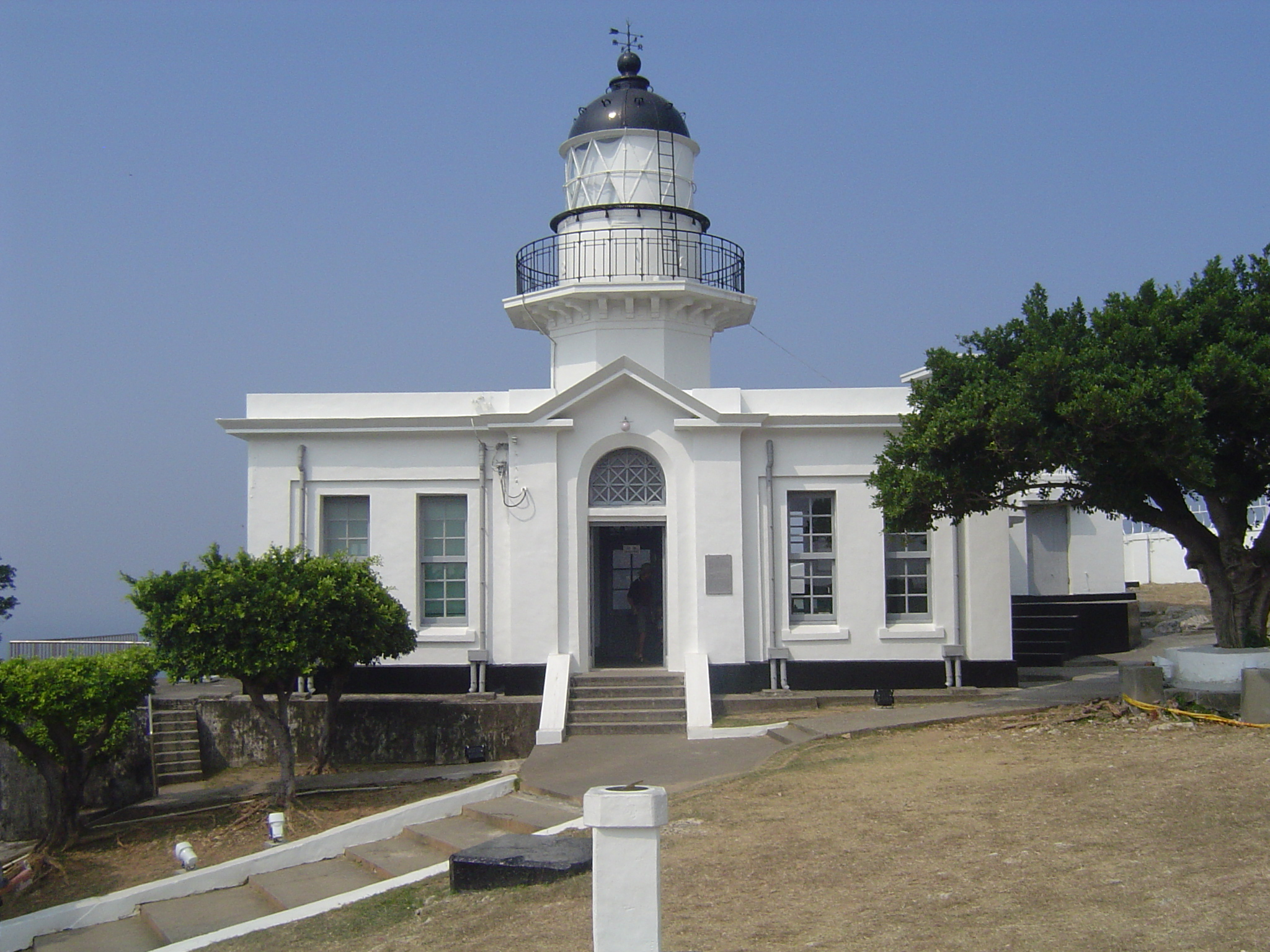
Phare de Kaohsiung.

- Phare du port de Guosheng (chinois: 國聖港燈塔) (District de Qigu, Tainan) 23° 06′ N, 120° 02′ E
- Phare d'Anping (chinois: 台中港燈塔) (District d'Anping, Tainan) 23° 00′ N, 120° 08′ E
- Phare de Kaohsiung (chinois: 芳苑燈塔) (District de Cijin, Kaohsiung) 22° 37′ N, 120° 15′ E
- Phare d'Oluan Bi (chinois: 塭港堆燈塔) (Municipalité de Hengchun, Comté de Pingtung) 21° 54′ N, 120° 51′ E
- Phare Liuchiu Yu (chinois: 琉球嶼燈塔) (Lamay, Comté de Pingtung) 22° 19′ 43,8″ N, 120° 21′ 59,5″ E

## Est de Taïwan
- Phare de Su'ao (chinois: 蘇澳燈塔) (Su'ao, Comté de Yilan) 24° 36′ N, 121° 53′ E

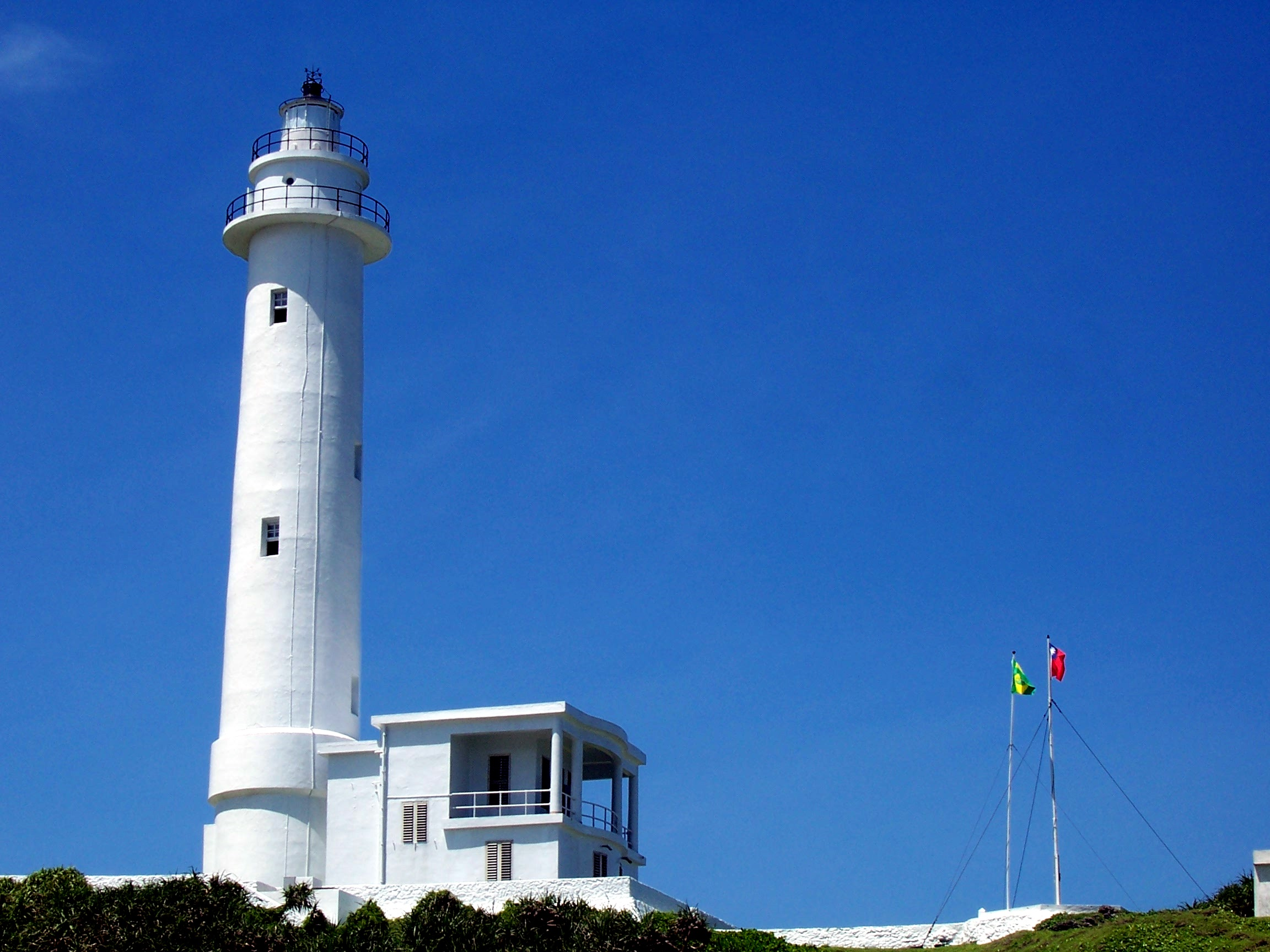
Phare de Lyudao.

- Phare de Cilaibi (chinois: 奇萊鼻燈塔) (Hualien, Comté de Hualien) 24° 01′ N, 121° 38′ E
- Phare du port de Hualien (chinois: 花蓮港燈塔) (Hualien, Comté de Hualien) 23° 59′ N, 121° 36′ E
- Phare de Lyudao (chinois: 綠島燈塔) (île Verte, Comté de Taitung) 22° 41′ N, 121° 28′ E
- Phare de Lanyu (chinois: 蘭嶼燈塔) (île de Orchidées, Comté de Taitung) 22° 05′ N, 121° 30′ E ' 22° 05′ N, 121° 30′ E

## Penghu
- Phare de Mudouyu (chinois: 目斗嶼燈塔) (îlot Mudou) 23° 47′ N, 119° 36′ E
- Phare de Yuwengdao (chinois: 漁翁島燈塔) (île Yuweng, Comté de Penghu) 23° 34′ N, 119° 28′ E
- Phare de Huayu (chinois: 花嶼燈塔) (îlot Hua, Comté de Penghu) 23° 24′ N, 119° 19′ E
- Phare de l’île Chamu (chinois: 查母嶼燈塔) (îlot Chamu, Comté de Penghu) 23° 32′ N, 119° 43′ E
- Phare de l'île Dongji (chinois: 東吉嶼燈塔) (îlot Dongji, Comté de Penghu) 23° 16′ N, 119° 40′ E
- Phare de Qimei (chinois: 七美嶼燈塔) (Cimei, Comté de Penghu) 23° 11′ N, 119° 25′ E

## Kinmen
- Phare de Wuqiu (chinois: 烏坵嶼燈塔) (Wuqiu) 25° 00′ N, 119° 27′ E
- Phare de l’île Beiding (chinois: 北椗島燈塔) (île Beiding) 24° 26′ N, 118° 30′ E
- Phare de l’île Dongding (chinois: 東椗島燈塔) (île Dongding) 24° 10′ N, 118° 14′ E

## Matsu (comté de Lienchiang)
- Phare de Dongyong (chinois: 東引島燈塔) (Dongyin) 26° 23′ N, 120° 30′ E
- Phare de Dongquan (chinois: 東莒島燈塔) (Île Dongju, Juguang, Comté de Lienchiang) 25° 58′ N, 119° 59′ E